# Hydnellum nigellum
Hydnellum nigellum är en svampart som beskrevs av K.A. Harrison 1964. Hydnellum nigellum ingår i släktet korktaggsvampar och familjen Bankeraceae.   Inga underarter finns listade i Catalogue of Life.